# Jules Marie Sevestre
Jules Marie Sevestre, né le 2 février 1834 à Breteuil et mort le 29 septembre 1901 entre Montereau-Fault-Yonne et Paris, est un peintre français.

## Biographie

### Origines
Jules Marie Sevestre est le fils de François Narcisse Sevestre, propriétaire, et de Marie Louise Leroy.

### Carrière

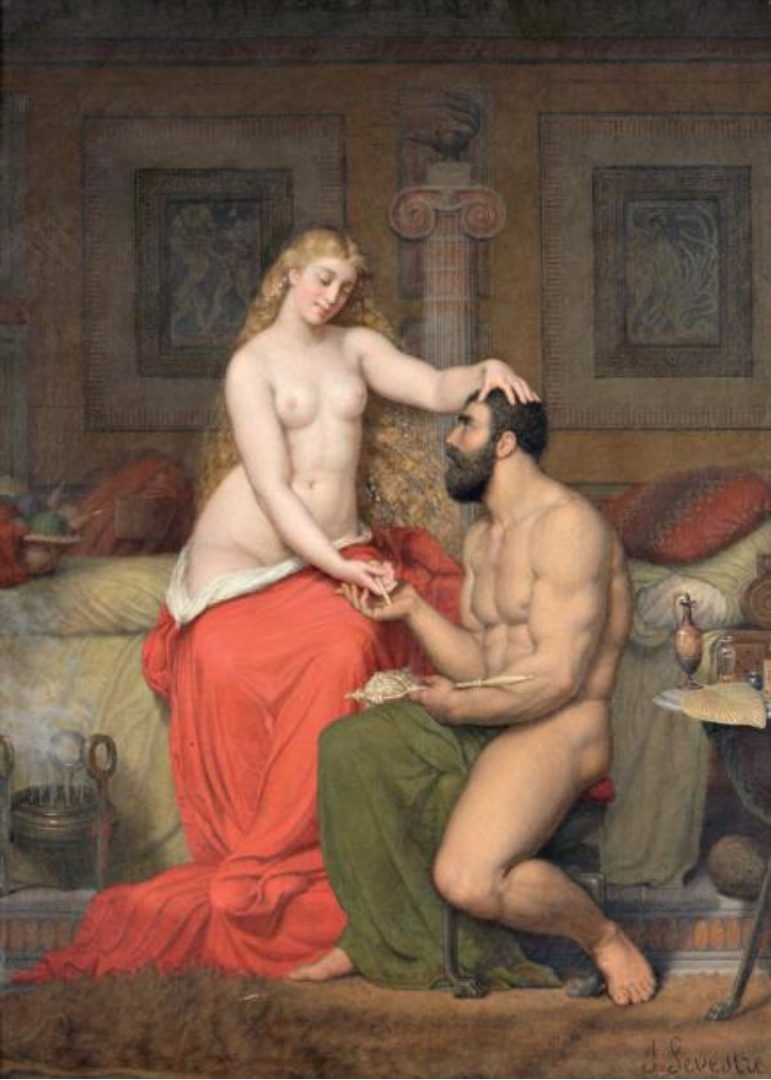
Hercule et Omphale par Jules Marie Sevestre (1865).

Il arrive à Paris pour travailler dans une maison de commerce. Il est élève de Léon Cogniet et de Jean-Baptiste Camille Corot. Exposant au Salon depuis 1864, son tableau Nymphe chasseresse est acquis par l'État en 1882. Il reçoit une mention honorable en 1883.

### Décès
Le 29 septembre 1901 à la gare de Montereau, Sevestre monte dans une voiture voyageurs de première classe rejoignant la capitale. Quelques moments après le départ à 21 h 25, la rupture d’un anévrisme entraîne sa chute sur la banquette. Le signal d’alarme est actionnée par d’autres voyageurs, le train s’arrête, un médecin à bord constate son décès, le train arrive avec plus d’une heure de retard à Paris-Gare-de-Lyon. Son cadavre est transporté rue de Chabrol et son décès est officiellement enregistré à Paris,.